# (10212) 1997 RA7
A (10212) 1997 RA7 a Naprendszer kisbolygóövében található aszteroida. S. P. Laurie fedezte fel 1997. szeptember 3-án.

## Kapcsolódó szócikk
- Kisbolygók listája (10001–10500)